# Glogova
Glogova es una comuna ubicada en el distrito de Gorj, Rumania.

## Superficie
Cuenta con una superficie de 42,10 kilómetros cuadrados.

## Demografía
Hasta 2021 la población era de 1922 habitantes, con una densidad de población de 45,65 habitantes por kilómetro cuadrado.